# عبد الله مسفر (الامارات)
عبد الله أحمد خلفان مسفر (مواليد 28 يناير 1962) هو مدرب كرة قدم إماراتي.

## المسار العملي
في عام 2000  ومن 2011 إلى 2012  قام بتدريب منتخب الإمارات العربية المتحدة لكرة القدم. في وقت لاحق قام بتدريب دبا الفجيرة وناذي الظفرة. منذ عام 2014 قاد الإمارات العربية المتحدة تحت 19 سنة. درب منتخب الأردن لكرة القدم عام 2016-2017.

## الروابط خارجية
- عبد الله مسفر، الملف  على موقع Soccerway
- Profile at Soccerpunter.com
- عبد الله مسفر في موقع كرة القدم العالمية.نت